# Eurocopter EC145
L'Eurocopter EC145 és un helicòpter utilitari lleuger bimotor fabricat per Airbus Helicopters (anteriorment Eurocopter). Fou desenvolupat a partir de l'MBB/Kawasaki BK 117 C1. Segons la configuració, pot transportar fins a nou passatgers juntament amb dos tripulants. Es comercialitza per a transport de passatgers, transport d'executius, serveis d'emergències mèdiques, recerca i rescat i fins utilitàries. És usat per diversos operadors privats, organismes governamentals i forces armades. El seu consum a velocitat de creuer ronda els 250 kg de combustible per hora, depenent de diversos factors.

## Especificacions (EC145 C-2)
Dades de Eurocopter EC145 informació tècnica, i especificacions de l'EC 145
Característiques generals
- Tripulació: 1 o 2 (pilots)
- Capacitat: 9 passatgers
- Longitud: 13,03 m
- Diàmetre del rotor: 11,00 m
- Alçada: 3,45 m
- Superfície del disc 95 m²
- Pes buit: 1.792 kg
- Pes carregat: 3.585 kg
- Càrrega útil: 1.793 kg
- Pes màxim d'enlairament: 3.585 kg
- Motors: 2×  turboeixos Turbomeca Arriel 1E2, 550 kW (a l'enlairament)   cada un

 Rendiment 
- Velocitat màxima absoluta : 268 km/h (145 nusos)
- Velocitat de creuer: 246 km/h
- Abast: 680 km
- Abast en trasllat: 855 km
- Sostre de servei: 5.240 m
- Ràtio d'ascens: 8,1 m/s